# Tullgrenella
Tullgrenella är ett släkte av spindlar som beskrevs 1941 av Mello-Leitão, och som ingår i familjen hoppspindlar. Släktet är uppkallat efter den svenske entomologen Albert Tullgren.
Arter enligt Catalogue of Life:
- Tullgrenella corrugata
- Tullgrenella didelphis
- Tullgrenella gertschi
- Tullgrenella guayapae
- Tullgrenella lunata
- Tullgrenella melanica
- Tullgrenella morenensis
- Tullgrenella musica
- Tullgrenella peniaflorensis
- Tullgrenella quadripunctata
- Tullgrenella selenita
- Tullgrenella serrana
- Tullgrenella yungae